# NPR2
Natriuretski peptidni receptor B (atrionatriuretski peptidni receptor B, NPR2) je receptor atrijalnog natriuretskog peptida. Ovaj receptor je kod čoveka kodiran NPR1 genom.

## Literatura
- Fox AA; Collard CD; Shernan SK;  . (2009). „Natriuretic peptide system gene variants are associated with ventricular dysfunction after coronary artery bypass grafting.”. Anesthesiology. 110 (4): 738—47. PMC 2735337 . PMID 19326473. doi:10.1097/ALN.0b013e31819c7496.
- Potthast R; Abbey-Hosch SE; Antos LK;  . (2004). „Calcium-dependent dephosphorylation mediates the hyperosmotic and lysophosphatidic acid-dependent inhibition of natriuretic peptide receptor-B/guanylyl cyclase-B.”. J. Biol. Chem. 279 (47): 48513—9. PMID 15371450. doi:10.1074/jbc.M408247200.
- Liew D; Schneider H; D'Agostino J;  . (2004). „Utility of B-type natriuretic peptide as a screen for left ventricular dysfunction in patients with diabetes: response to Epshteyn et al.”. Diabetes Care. 27 (3): 848; author reply 848—9. PMID 14988324. doi:10.2337/diacare.27.3.848.
- Antos LK, Abbey-Hosch SE, Flora DR, Potter LR (2005). „ATP-independent activation of natriuretic peptide receptors.”. J. Biol. Chem. 280 (29): 26928—32. PMID 15911610. doi:10.1074/jbc.M505648200.
- Poreba R; Poczatek K; GaÄ‡ P;  . (2009). „SNP rs198389 (T-381 C) polymorphism in the B-type natriuretic peptide gene promoter in patients with atherosclerotic renovascular hypertension.”. Pol. Arch. Med. Wewn. 119 (4): 219—24. PMID 19413180.
- Koller KJ, Goeddel DV (1992). „Molecular biology of the natriuretic peptides and their receptors.”. Circulation. 86 (4): 1081—8. PMID 1327579.
- Fan D; Bryan PM; Antos LK;  . (2005). „Down-regulation does not mediate natriuretic peptide-dependent desensitization of natriuretic peptide receptor (NPR)-A or NPR-B: guanylyl cyclase-linked natriuretic peptide receptors do not internalize.”. Mol. Pharmacol. 67 (1): 174—83. PMID 15459247. doi:10.1124/mol.104.002436.
- Pagel-Langenickel I, Buttgereit J, Bader M, Langenickel TH (2007). „Natriuretic peptide receptor B signaling in the cardiovascular system: protection from cardiac hypertrophy.”. J. Mol. Med. 85 (8): 797—810. PMID 17429599. doi:10.1007/s00109-007-0183-4.
- Rahmutula D, Cui J, Chen S, Gardner DG (2004). „Transcriptional regulation of type B human natriuretic Peptide receptor gene promoter: dependence on Sp1.”. Hypertension. 44 (3): 283—8. PMID 15262909. doi:10.1161/01.HYP.0000136908.60317.92.
- Humphray SJ; Oliver K; Hunt AR;  . (2004). „DNA sequence and analysis of human chromosome 9.”. Nature. 429 (6990): 369—74. PMC 2734081 . PMID 15164053. doi:10.1038/nature02465.
- Hume AN; Buttgereit J; Al-Awadhi AM;  . (2009). „Defective cellular trafficking of missense NPR-B mutants is the major mechanism underlying acromesomelic dysplasia-type Maroteaux.”. Hum. Mol. Genet. 18 (2): 267—77. PMC 2638773 . PMID 18945719. doi:10.1093/hmg/ddn354.
- Schulz S (2005). „C-type natriuretic peptide and guanylyl cyclase B receptor.”. Peptides. 26 (6): 1024—34. PMID 15911070. doi:10.1016/j.peptides.2004.08.027.
- Tsuji T, Kunieda T (2005). „A loss-of-function mutation in natriuretic peptide receptor 2 (Npr2) gene is responsible for disproportionate dwarfism in cn/cn mouse.”. J. Biol. Chem. 280 (14): 14288—92. PMID 15722353. doi:10.1074/jbc.C500024200.
- Dickey DM, Yoder AR, Potter LR (2009). „A familial mutation renders atrial natriuretic Peptide resistant to proteolytic degradation.”. J. Biol. Chem. 284 (29): 19196—202. PMC 2740543 . PMID 19458086. doi:10.1074/jbc.M109.010777.
- Nozohoor S; Nilsson J; Lührs C;  . (2009). „B-type natriuretic peptide as a predictor of postoperative heart failure after aortic valve replacement.”. J. Cardiothorac. Vasc. Anesth. 23 (2): 161—5. PMID 19167912. doi:10.1053/j.jvca.2008.11.006.
- Hachiya R; Ohashi Y; Kamei Y;  . (2007). „Intact kinase homology domain of natriuretic peptide receptor-B is essential for skeletal development.”. J. Clin. Endocrinol. Metab. 92 (10): 4009—14. PMID 17652215. doi:10.1210/jc.2007-1101.
- Gratacòs M; Costas J; de Cid R;  . (2009). „Identification of new putative susceptibility genes for several psychiatric disorders by association analysis of regulatory and non-synonymous SNPs of 306 genes involved in neurotransmission and neurodevelopment.”. Am. J. Med. Genet. B Neuropsychiatr. Genet. 150B (6): 808—16. PMID 19086053. doi:10.1002/ajmg.b.30902.
- Gerhard DS; Wagner L; Feingold EA;  . (2004). „The status, quality, and expansion of the NIH full-length cDNA project: the Mammalian Gene Collection (MGC).”. Genome Res. 14 (10B): 2121—7. PMC 528928 . PMID 15489334. doi:10.1101/gr.2596504.
- Bartels CF; Bükülmez H; Padayatti P;  . (2004). „Mutations in the transmembrane natriuretic peptide receptor NPR-B impair skeletal growth and cause acromesomelic dysplasia, type Maroteaux.”. Am. J. Hum. Genet. 75 (1): 27—34. PMC 1182004 . PMID 15146390. doi:10.1086/422013.
- van den Akker F (2001). „Structural insights into the ligand binding domains of membrane bound guanylyl cyclases and natriuretic peptide receptors.”. J. Mol. Biol. 311 (5): 923—37. PMID 11556325. doi:10.1006/jmbi.2001.4922.

## Spoljašnje veze
- NPR2+protein,+human на 